# Grammy Award all'album dell'anno
Il Grammy Award all'album dell'anno (Grammy Award for Album of the Year) è un premio Grammy istituito nel 1959, lo stesso anno del debutto della grande premiazione. L'album dell'anno viene assegnato per un intero album e il premio viene assegnato all'artista, al cantautore, al produttore, all'ingegnere del suono ed all'ingegnere del mastering.
Fa parte dei quattro grandi premi principali ed è considerato quello più prestigioso fra tutte le categorie.

## Caratteristiche
Durante gli anni l'assegnazione di questi premi ha seguito i seguenti criteri:
- 1959-1965: solo artista
- 1966-1998: artista e produttore.
- 1999-2002: artista, produttore e ingegnere del suono o mixer.
- 2003-2017: artista, artista in primo piano, produttore, ingegnere del mastering e ingegnere del suono o mixer.
- 2018-2020: artista, produttore, autore del testo (di nuovo materiale), ingegnere del mastering e ingegnere del suono o mixer (solo coloro a cui è stato accreditato almeno il 33% del tempo di riproduzione dell'album).
- 2021-presente: artista, produttore, autore del testo (di nuovo materiale), ingegnere del mastering e ingegnere del suono o mixer (indipendentemente dal tempo di gioco accreditato).

Per un breve periodo, dal 1962 al 1964 il nome fu esteso in Album of the Year (other than classical), ma nel 1965 fu ripristinato il suo nome originale.

## Vincitori e candidati
I vincitori sono indicati in grassetto.

### Anni 1950
- 1959
  - The Music from Peter Gunn - Henry Mancini
  - Come Fly with Me - Frank Sinatra
  - Ella Fitzgerald Sings the Irving Berlin Songbook - Ella Fitzgerald
  - Frank Sinatra Sings for Only the Lonely - Frank Sinatra
  - Tchaikovsky: Concerto No. 1, In B-Flat Minor, Op.23 - Van Cliburn

### Anni 1960
- 1960

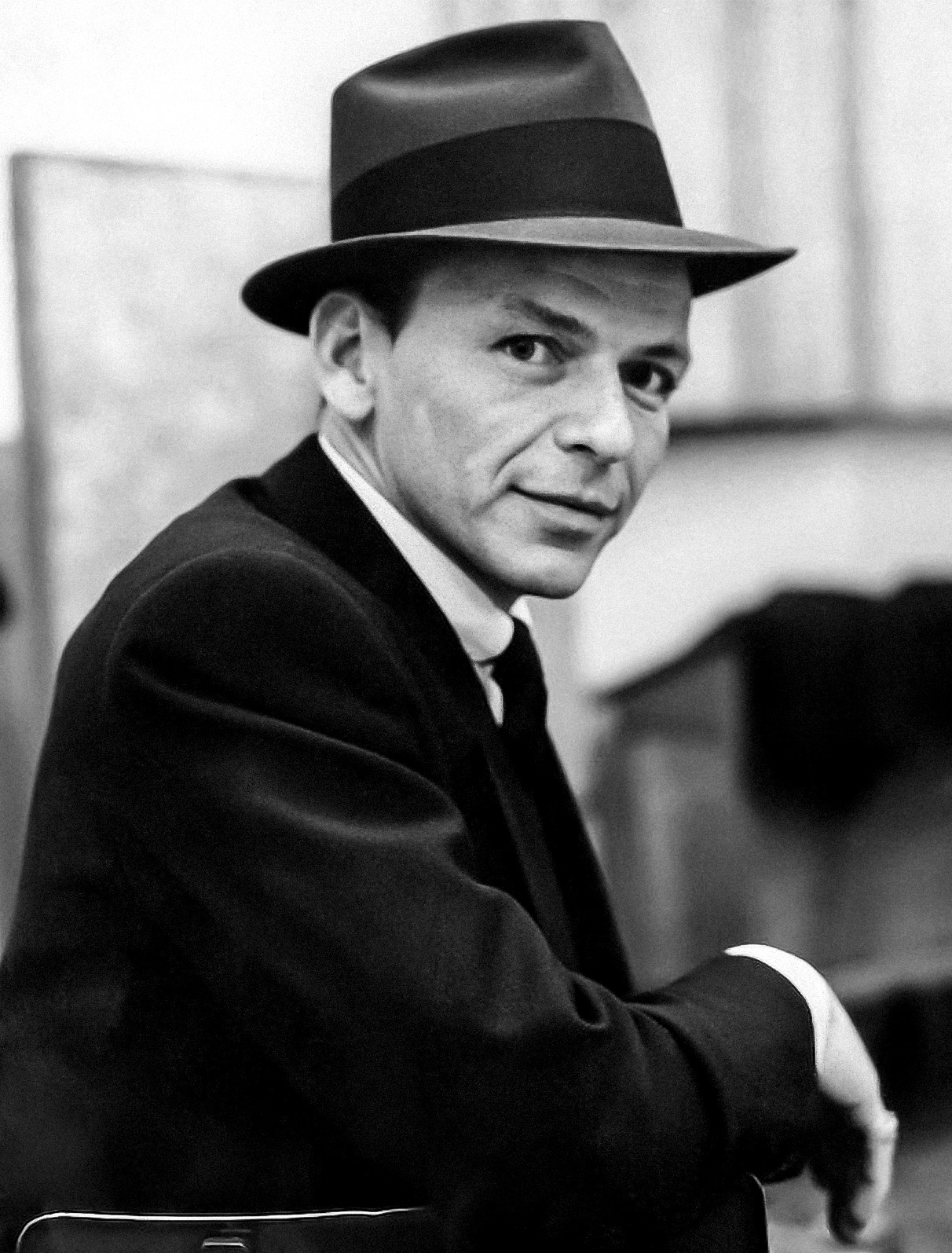
Frank Sinatra è stato il primo a vincere più di un premio in questa categoria. Ha vinto nel 1960, 1966 e 1967.

  - Come Dance with Me! - Frank Sinatra
  - Belafonte at Carnegie Hall - Harry Belafonte
  - More Music from Peter Gunn - Henry Mancini
  - Victory at Sea, Vol. 1 - Robert Russell Bennett
  - Rachmaninoff: Piano Concerto No. 3 - Van Cliburn
- 1961
  - The Button-Down Mind of Bob Newhart - Bob Newhart
  - Belafonte Returns to Carnegie Hall - Harry Belafonte
  - Brahms: Concerto - Svjatoslav Teofilovič Richter
  - Nice 'n' Easy - Frank Sinatra
  - Puccini: Turandot - Erich Leinsdorf
  - Wild Is Love - Nat King Cole
- 1962
  - Judy at Carnegie Hall - Judy Garland
  - Breakfast at Tiffany's - Henry Mancini
  - Genius + Soul = Jazz - Ray Charles
  - Great Band with Great Voices - Si Zentner e Johnny Mann Singers
  - The Nat King Cole Story - Nat King Cole
  - West Side Story (Motion Picture Soundtrack) - John Green
- 1963
  - The First Family - Vaughn Meader; Bob Booker & Earle Doud (produttori)
  - I Left My Heart in San Francisco - Tony Bennett
  - Jazz Samba - Stan Getz e Charlie Byrd
  - Modern Sounds in Country and Western Music - Ray Charles
  - My Son, the Folk Singer - Allan Sherman
- 1964
  - The Barbra Streisand Album - Barbra Streisand
  - Bach's Greatest Hits - Ward Swingle e The Swingle Singers
  - Days of Wine and Roses and Other TV Requests - Andy Williams
  - Honey in the Horn - Al Hirt
  - The Singing Nun - Sœur Sourire
- 1965
  - Getz/Gilberto - Stan Getz & João Gilberto
  - Cotton Candy - Al Hirt
  - Funny Girl - Artisti Vari; Bob Merrill & Jule Styne (compositori)
  - People - Barbra Streisand
  - The Pink Panther - Henry Mancini
- 1966
  - September of My Years - Frank Sinatra; Sonny Burke (produttore)
  - Help! - The Beatles; George Martin (produttore)
  - My Name Is Barbra - Barbra Streisand; Bob Mersey (produttore)
  - My World - Eddy Arnold; Chet Atkins (produttore)
  - The Sound Of Music (Motion Picture Soundtrack) - Artisti Vari; Julie Andrews (artista); Neely Plumb (produttore)
- 1967[2]
  - A Man and His Music - Frank Sinatra; Sonny Burke (produttore)
  - Color Me Barbra - Barbra Streisand; Bob Mersey (produttore)
  - Dr. Zhivago (Motion Picture Soundtrack) - Maurice Jarre; Jesse Kaye (produttore)
  - Revolver - The Beatles; George Martin (produttore)
  - What Now My Love - Herb Alpert e the Tijuana Brass; Herb Alpert e Jerry Moss (produttori)
- 1968
  - Sgt. Pepper's Lonely Hearts Club Band - The Beatles; George Martin (produttore)
  - Francis Albert Sinatra & Antonio Carlos Jobim - Frank Sinatra ed Antônio Carlos Jobim; Sonny Burke (produttore)
  - It Must Be Him - Vikki Carr; Tommy Oliver e Dave Pell (produttori)
  - My Cup Runneth Over - Ed Ames; Jim Foglesong (produttore)
  - Ode to Billie Joe - Bobbie Gentry; Kelly Gordon & Bobby Paris (produttori)
- 1969
  - By the Time I Get to Phoenix - Glen Campbell; Al De Lory (produttore)
  - Bookends - Simon & Garfunkel; Roy Halee e Simon & Garfunkel (produttori)
  - Feliciano! - José Feliciano; Rick Jarrard (produttore)
  - Magical Mystery Tour - The Beatles; George Martin (produttore)
  - A Tramp Shining - Richard Harris; Jimmy L. Webb (produttore)

### Anni 1970
- 1970
  - Blood, Sweat & Tears - Blood, Sweat & Tears
  - Abbey Road - The Beatles

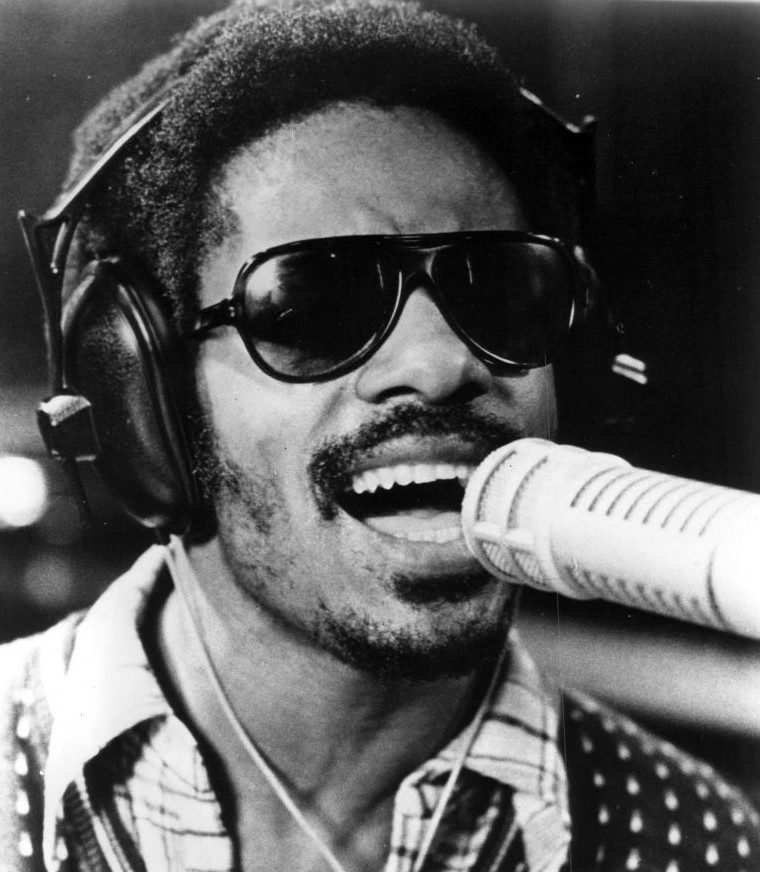
Stevie Wonder ha vinto 3 volte in questa categoria: nel 1974, 1975 e 1977.

  - The Age of Aquarius - The Fifth Dimension
  - Crosby, Stills & Nash - Crosby, Stills & Nash
  - At San Quentin - Johnny Cash
- 1971
  - Bridge over Troubled Water - Simon & Garfunkel
  - Chicago - Chicago
  - Close to You - The Carpenters
  - Déjà Vu - Crosby, Stills, Nash & Young
  - Elton John - Elton John
  - Sweet Baby James - James Taylor
- 1972
  - Tapestry - Carole King
  - All Things Must Pass - George Harrison
  - Carpenters - The Carpenters
  - Jesus Christ Superstar (London Production) - Vari artisti
  - Shaft - Isaac Hayes
- 1973
  - The Concert for Bangladesh - George Harrison & Friends (Ravi Shankar, Bob Dylan, Leon Russell, Ringo Starr, Billy Preston, Eric Clapton E Klaus Voormann)
  - American Pie - Don McLean
  - Jesus Christ Superstar (Original Broadway Cast Recording) - Vari artisti
  - Moods - Neil Diamond
  - Nilsson Schmilsson - Harry Nilsson
- 1974
  - Innervisions - Stevie Wonder
  - Behind Closed Doors - Charlie Rich
  - The Divine Miss M - Bette Midler
  - Killing Me Softly with His Song - Roberta Flack
  - There Goes Rhymin' Simon - Paul Simon
- 1975
  - Fulfillingness' First Finale - Stevie Wonder
  - Back Home Again - John Denver
  - Band on the Run - Paul McCartney and Wings
  - Caribou - Elton John
  - Court and Spark - Joni Mitchell
- 1976
  - Still Crazy After All These Years - Paul Simon
  - Between the Lines - Janis Ian
  - Captain Fantastic and the Brown Dirt Cowboy - Elton John
  - Heart Like a Wheel - Linda Ronstadt
  - One of These Nights - Eagles
- 1977
  - Songs in the Key of Life - Stevie Wonder
  - Breezin' - George Benson
  - Chicago X - Chicago
  - Frampton Comes Alive! - Peter Frampton
  - Silk Degrees - Boz Scaggs
- 1978
  - Rumours - Fleetwood Mac
  - Aja - Steely Dan
  - Hotel California - Eagles
  - JT - James Taylor
  - Star Wars (Original Motion Picture Soundtrack) - John Williams (accompagnato dalla London Symphony Orchestra)
- 1979
  - Saturday Night Fever (colonna sonora) - Vari Artisti
  - Even Now - Barry Manilow
  - Grease (colonna sonora) - Vari Artisti
  - Running on Empty - Jackson Browne
  - Some Girls - The Rolling Stones

### Anni 1980
- 1980
  - 52nd Street - Billy Joel

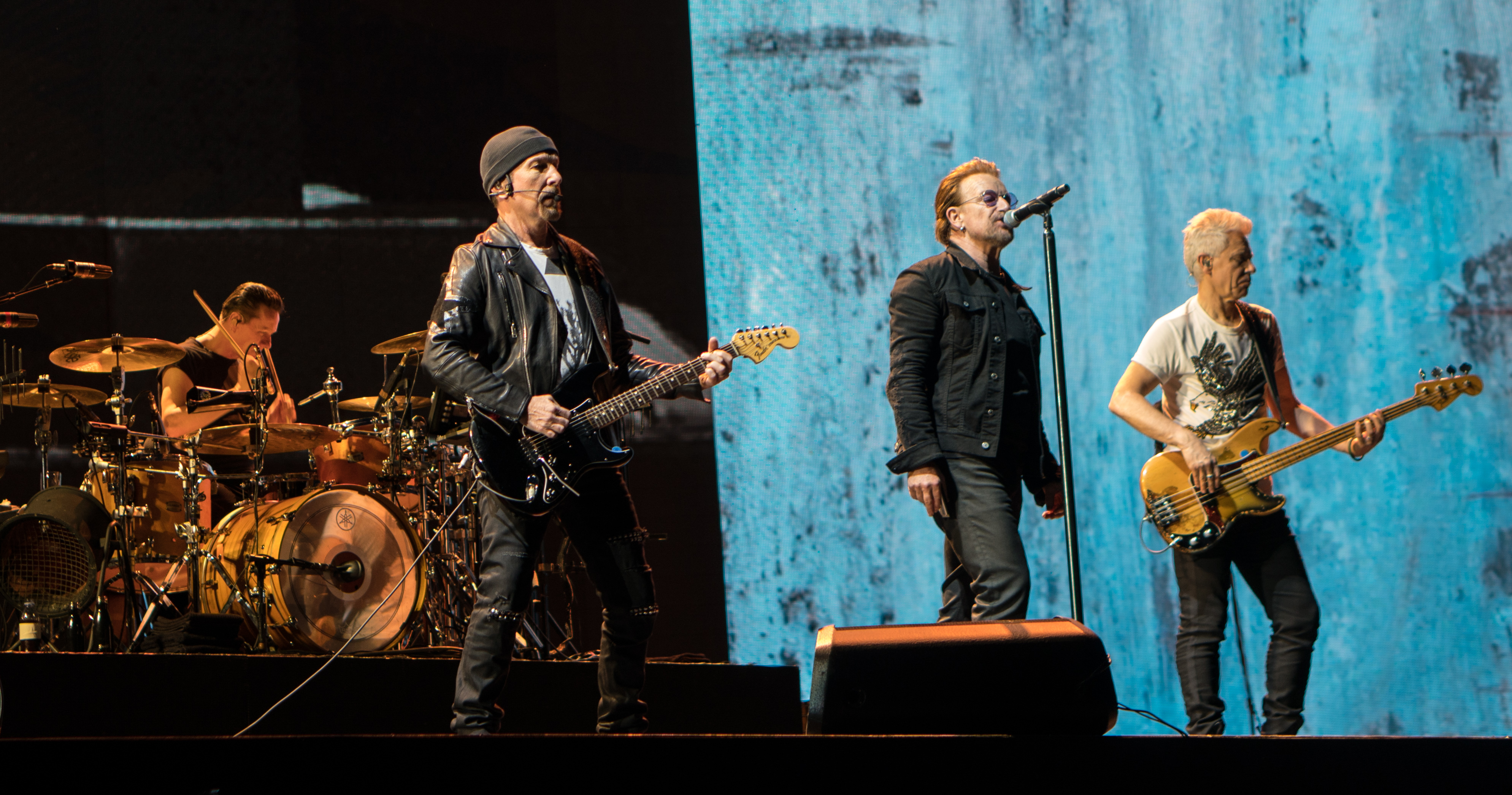
Gli U2 sono stati il primo gruppo ad aver vinto più di un premio. Hanno vinto nel 1988 e nel 2006.

  - Minute by Minute - The Doobie Brothers
  - The Gambler - Kenny Rogers
  - Bad Girls - Donna Summer
  - Breakfast in America - Supertramp
- 1981
  - Christopher Cross - Christopher Cross
  - Glass Houses - Billy Joel
  - The Wall - Pink Floyd
  - Trilogy: Past Present Future - Frank Sinatra
  - Guilty - Barbra Streisand
- 1982
  - Double Fantasy - John Lennon e Yōko Ono
  - Mistaken Identity - Kim Carnes
  - Breakin' Away - Al Jarreau
  - The Dude - Quincy Jones
  - Gaucho - Steely Dan
- 1983
  - Toto IV - Toto
  - American Fool - John Cougar
  - The Nightfly - Donald Fagen
  - The Nylon Curtain - Billy Joel
  - Tug of War - Paul McCartney
- 1984
  - Thriller - Michael Jackson
  - Let's Dance - David Bowie
  - An Innocent Man - Billy Joel
  - Synchronicity - The Police
  - Flashdance (colonna sonora) - Vari Artisti
- 1985
  - Can't Slow Down - Lionel Richie
  - She's So Unusual - Cyndi Lauper
  - Purple Rain - Prince e The Revolution
  - Born in the U.S.A. - Bruce Springsteen
  - Private Dancer - Tina Turner
- 1986
  - No Jacket Required - Phil Collins
  - Brothers in Arms - Dire Straits
  - Whitney Houston - Whitney Houston
  - The Dream of the Blue Turtles - Sting
  - We Are the World - USA for Africa
- 1987
  - Graceland - Paul Simon
  - So - Peter Gabriel
  - Control - Janet Jackson
  - The Broadway Album - Barbra Streisand
  - Back in the High Life - Steve Winwood
- 1988
  - The Joshua Tree - U2
  - Whitney - Whitney Houston
  - Bad - Michael Jackson
  - Trio - Dolly Parton, Linda Ronstadt ed Emmylou Harris
  - Sign o' the Times - Prince
- 1989
  - Faith - George Michael
  - Tracy Chapman - Tracy Chapman
  - Simple Pleasures - Bobby McFerrin
  - ...Nothing Like the Sun - Sting
  - Roll with It - Steve Winwood

### Anni 1990
- 1990
  - Nick of Time - Bonnie Raitt
  - The End of the Innocence - Don Henley
  - The Raw & the Cooked - Fine Young Cannibals
  - Full Moon Fever - Tom Petty
  - Traveling Wilburys Vol. 1 - Traveling Wilburys
- 1991
  - Back on the Block - Quincy Jones
  - ...But Seriously - Phil Collins
  - Mariah Carey - Mariah Carey
  - Please Hammer Don't Hurt 'Em - MC Hammer
  - Wilson Phillips - Wilson Phillips
- 1992
  - Unforgettable... with Love - Natalie Cole
  - Heart in Motion - Amy Grant
  - Luck of the Draw - Bonnie Raitt
  - Out of Time - R.E.M.
  - The Rhythm of the Saints - Paul Simon
- 1993
  - Unplugged - Eric Clapton
  - Achtung Baby - U2
  - La bella e la bestia (colonna sonora) - Vari Artisti
  - Diva - Annie Lennox
  - Ingénue - K.d. lang
- 1994
  - The Bodyguard: Original Soundtrack Album - Whitney Houston
  - Automatic for the People - R.E.M.
  - Kamakiriad - Donald Fagen
  - River of Dreams - Billy Joel
  - Ten Summoner's Tales - Sting
- 1995
  - MTV Unplugged - Tony Bennett
  - From the Cradle - Eric Clapton
  - Longing in Their Hearts - Bonnie Raitt
  - Seal - Seal
  - The 3 Tenors in Concert 1994 - José Carreras, Plácido Domingo e Luciano Pavarotti con Zubin Mehta
- 1996
  - Jagged Little Pill - Alanis Morissette
  - Daydream - Mariah Carey
  - HIStory: Past, Present and Future - Book I - Michael Jackson
  - Relish - Joan Osborne
  - Vitalogy - Pearl Jam
- 1997
  - Falling into You - Céline Dion
  - Mellon Collie and the Infinite Sadness - The Smashing Pumpkins
  - Odelay - Beck
  - The Score - Fugees
  - Waiting to Exhale: Original Soundtrack Album - Vari Artisti
- 1998
  - Time Out of Mind - Bob Dylan
  - The Day - Babyface
  - Flaming Pie - Paul McCartney
  - OK Computer - Radiohead
  - This Fire - Paula Cole
- 1999
  - The Miseducation of Lauryn Hill - Lauryn Hill
  - Come on Over - Shania Twain
  - The Globe Sessions - Sheryl Crow
  - Ray of Light - Madonna
  - Version 2.0 - Garbage

### Anni 2000
- 2000
  - Supernatural - Carlos Santana
  - FanMail - TLC
  - Fly - Dixie Chicks
  - Millennium - Backstreet Boys
  - When I Look in Your Eyes - Diana Krall
- 2001
  - Two Against Nature - Steely Dan
  - Kid A - Radiohead
  - The Marshall Mathers LP - Eminem
  - Midnite Vultures - Beck
  - You're the One - Paul Simon
- 2002
  - Fratello, dove sei? (colonna sonora) - Vari Artisti
  - Acoustic Soul - India.Arie
  - All That You Can't Leave Behind - U2
  - Love and Theft - Bob Dylan
  - Stankonia - OutKast
- 2003
  - Come Away with Me - Norah Jones
  - The Eminem Show - Eminem
  - Home - Dixie Chicks
  - Nellyville - Nelly
  - The Rising - Bruce Springsteen
- 2004
  - Speakerboxxx/The Love Below - OutKast
  - Elephant - The White Stripes
  - Fallen - Evanescence
  - Justified - Justin Timberlake
  - Under Construction - Missy Elliott
- 2005
  - Genius Loves Company - Ray Charles e vari artisti
  - American Idiot - Green Day
  - The College Dropout - Kanye West
  - Confessions - Usher
  - The Diary of Alicia Keys - Alicia Keys
- 2006
  - How to Dismantle an Atomic Bomb - U2
  - Chaos and Creation in the Backyard - Paul McCartney
  - The Emancipation of Mimi - Mariah Carey
  - Late Registration - Kanye West
  - Love. Angel. Music. Baby. - Gwen Stefani
- 2007
  - Taking the Long Way - Dixie Chicks
  - Continuum - John Mayer
  - FutureSex/LoveSounds - Justin Timberlake
  - St. Elsewhere - Gnarls Barkley
  - Stadium Arcadium - Red Hot Chili Peppers
- 2008
  - River: The Joni Letters - Herbie Hancock
  - Back to Black - Amy Winehouse
  - Echoes, Silence, Patience & Grace - Foo Fighters
  - Graduation - Kanye West
  - These Days - Vince Gill
- 2009
  - Raising Sand - Robert Plant ed Alison Krauss
  - In Rainbows - Radiohead
  - Tha Carter III - Lil Wayne
  - Viva la vida or Death and All His Friends - Coldplay
  - Year of the Gentleman - Ne-Yo

### Anni 2010
- 2010[3]
  - Fearless - Taylor Swift
  - I Am... Sasha Fierce - Beyoncé
  - The E.N.D. - The Black Eyed Peas
  - The Fame - Lady Gaga

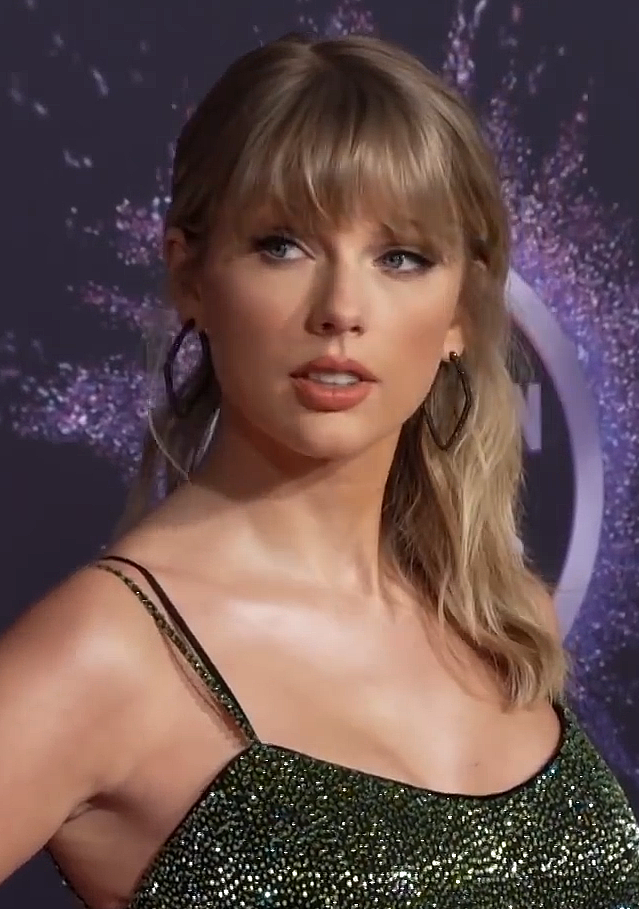
Taylor Swift è la prima donna ad aver vinto più di una volta in questa categoria. Ha vinto nel 2010, 2016, 2021 e nel 2024.

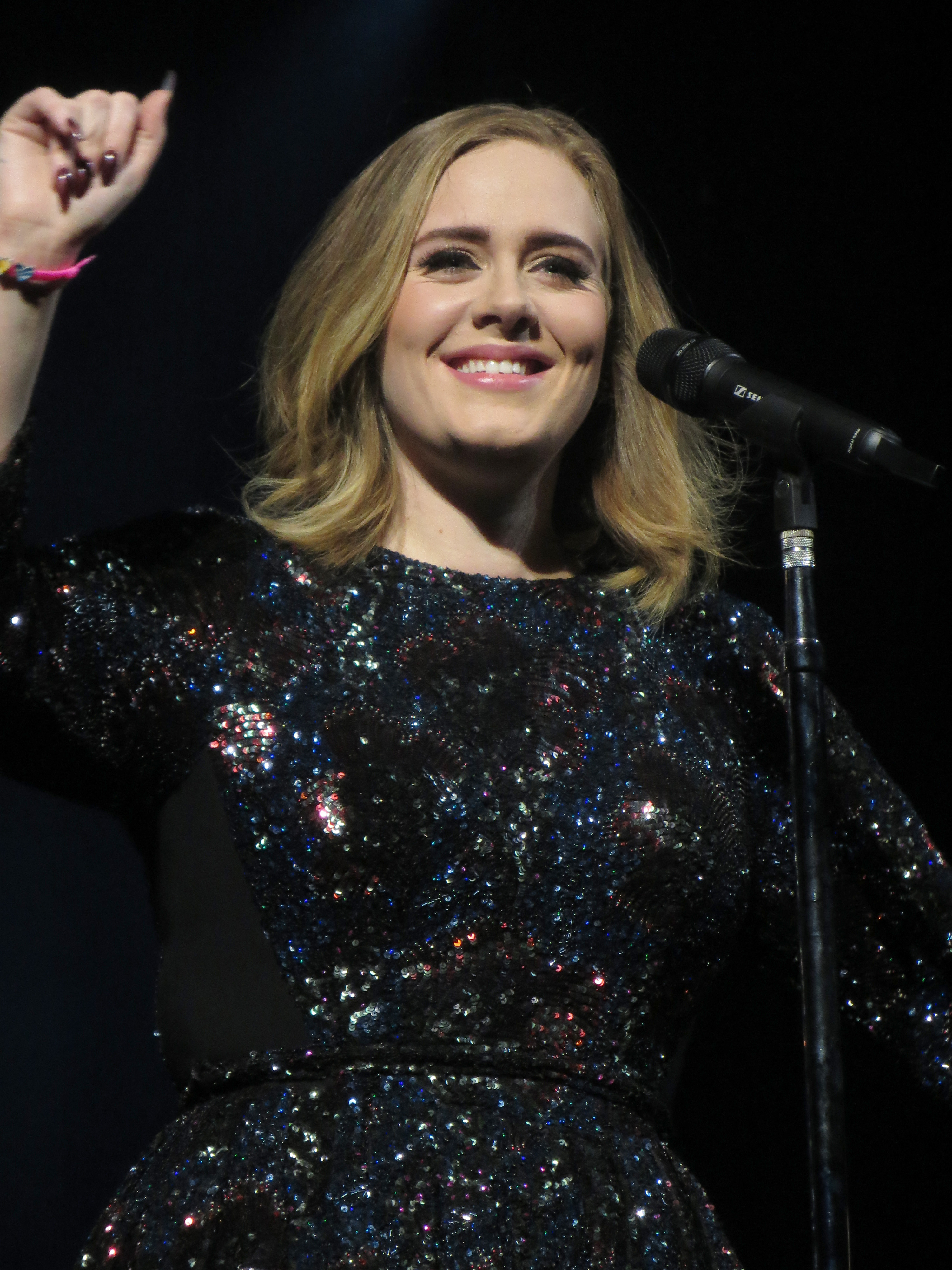
Adele ha vinto 2 volte in questa categoria: nel 2012 e nel 2017.

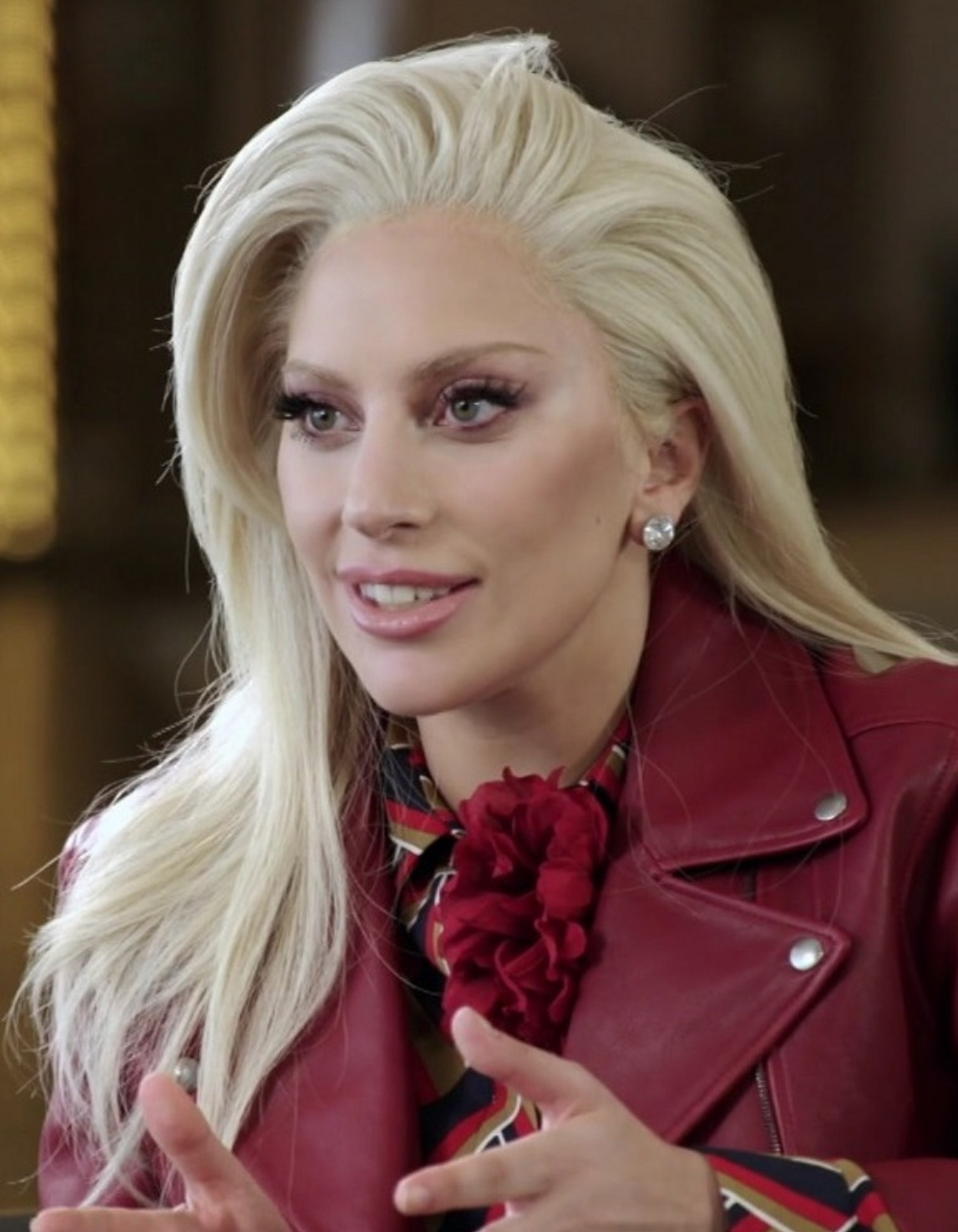
Lady Gaga ha ricevuto 3 candidature consecutive: nel 2010, nel 2011 e nel 2012.

  - Big Whiskey and the GrooGrux King - Dave Matthews Band
- 2011[4]
  - The Suburbs - Arcade Fire
  - Recovery - Eminem
  - Need You Now - Lady Antebellum
  - The Fame Monster - Lady Gaga
  - Teenage Dream - Katy Perry
- 2012[5]
  - 21 - Adele
  - Wasting Light - Foo Fighters
  - Born This Way - Lady Gaga
  - Doo-Wops & Hooligans - Bruno Mars
  - Loud - Rihanna
- 2013[6]
  - Babel - Mumford & Sons
  - El Camino - The Black Keys
  - Some Nights - Fun.
  - Channel Orange - Frank Ocean
  - Blunderbuss - Jack White
- 2014[7]
  - Random Access Memories - Daft Punk
  - The Blessed Unrest - Sara Bareilles
  - Good Kid, M.A.A.D City - Kendrick Lamar
  - The Heist - Macklemore & Ryan Lewis
  - Red - Taylor Swift
- 2015[8]
  - Morning Phase - Beck
  - Beyoncé - Beyoncé
  - X - Ed Sheeran
  - In the Lonely Hour - Sam Smith
  - Girl - Pharrell Williams
- 2016[9]
  - 1989 - Taylor Swift
  - Sound & Color - Alabama Shakes
  - To Pimp a Butterfly - Kendrick Lamar
  - Traveller - Chris Stapleton
  - Beauty Behind the Madness - The Weeknd
- 2017[10]
  - 25 - Adele
  - Lemonade - Beyoncé
  - Purpose - Justin Bieber
  - Views - Drake
  - A Sailor's Guide to Earth - Sturgill Simpson
- 2018[11]
  - 24K Magic - Bruno Mars
  - "Awaken, My Love!" - Childish Gambino
  - 4:44 - Jay-Z
  - Damn - Kendrick Lamar
  - Melodrama - Lorde
- 2019[12]
  - Golden Hour - Kacey Musgraves
  - Invasion of Privacy - Cardi B
  - By the Way, I Forgive You - Brandi Carlile
  - Scorpion - Drake
  - H.E.R. - H.E.R.
  - Dirty Computer - Janelle Monáe
  - Black Panther: The Album - Vari artisti

### Anni 2020
- 2020[13]

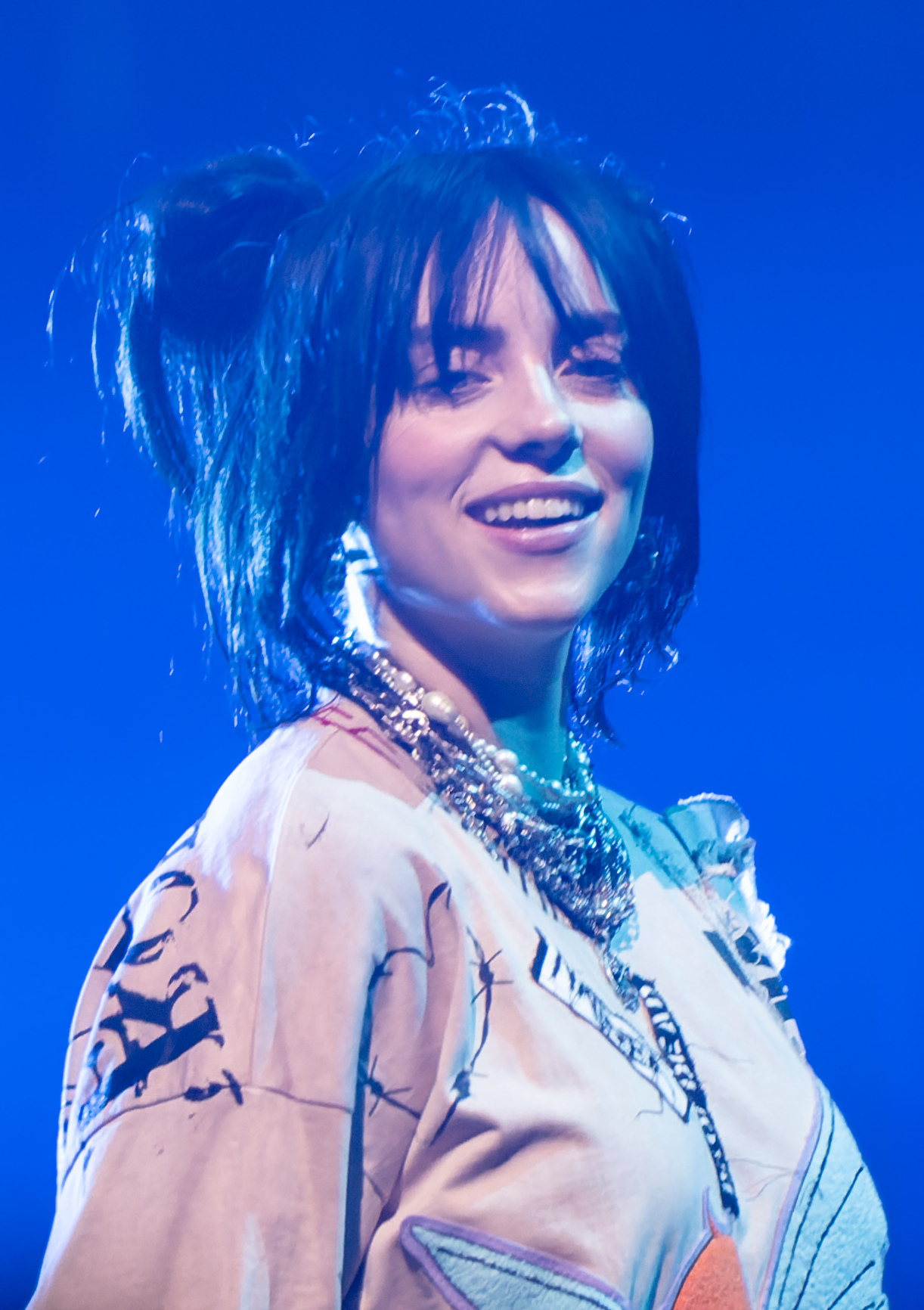
Billie Eilish ha vinto nel 2020, a 18 anni, con When We All Fall Asleep, Where Do We Go?. La più giovane a vincere il premio come artista principale.

  - When We All Fall Asleep, Where Do We Go? - Billie Eilish
  - I, I - Bon Iver
  - Norman Fucking Rockwell! - Lana Del Rey
  - Thank U, Next - Ariana Grande
  - I Used to Know Her - H.E.R.
  - 7 - Lil Nas X
  - Cuz I Love You - Lizzo
  - Father Of The Bride - Vampire Weekend
- 2021[14]
  - Folklore - Taylor Swift
  - Chilombo - Jhené Aiko
  - Black Pumas - Black Pumas
  - Everyday Life - Coldplay
  - Djesse Vol. 3 - Jacob Collier
  - Women in Music Pt. III - Haim
  - Future Nostalgia - Dua Lipa
  - Hollywood's Bleeding - Post Malone
- 2022[15]
  - We Are - Jon Batiste
  - Love for Sale - Tony Bennett e Lady Gaga
  - Justice (Triple Chucks Deluxe) - Justin Bieber
  - Planet Her (Deluxe) - Doja Cat
  - Happier Than Ever - Billie Eilish
  - Back of My Mind - H.E.R.
  - Montero - Lil Nas X
  - Sour - Olivia Rodrigo
  - Evermore - Taylor Swift
  - Donda - Kanye West
- 2023[16]
  - Harry's House - Harry Styles
  - Voyage - ABBA
  - 30 - Adele
  - Un verano sin ti - Bad Bunny
  - Renaissance - Beyoncé
  - Good Morning Gorgeous - Mary J. Blige
  - In These Silent Days - Brandi Carlile
  - Music of the Spheres - Coldplay
  - Mr. Morale & the Big Steppers - Kendrick Lamar
  - Special - Lizzo
- 2024[17][18]
  - Midnights – Taylor Swift
  - The Age of Pleasure – Janelle Monáe
  - Did You Know That There's a Tunnel Under Ocean Blvd – Lana Del Rey
  - Endless Summer Vacation – Miley Cyrus
  - Guts – Olivia Rodrigo
  - The Record – Boygenius
  - SOS – SZA
  - World Music Radio – Jon Batiste
- 2025[19]
  - Cowboy Carter – Beyoncé
  - New Blue Sun – André 3000
  - Short n' Sweet – Sabrina Carpenter
  - Brat – Charli XCX
  - Djesse Vol. 4 – Jacob Collier
  - Hit Me Hard and Soft – Billie Eilish
  - The Rise and Fall of a Midwest Princess – Chappell Roan
  - The Tortured Poets Department – Taylor Swift